# Zbigniew Jedliński (chemik)

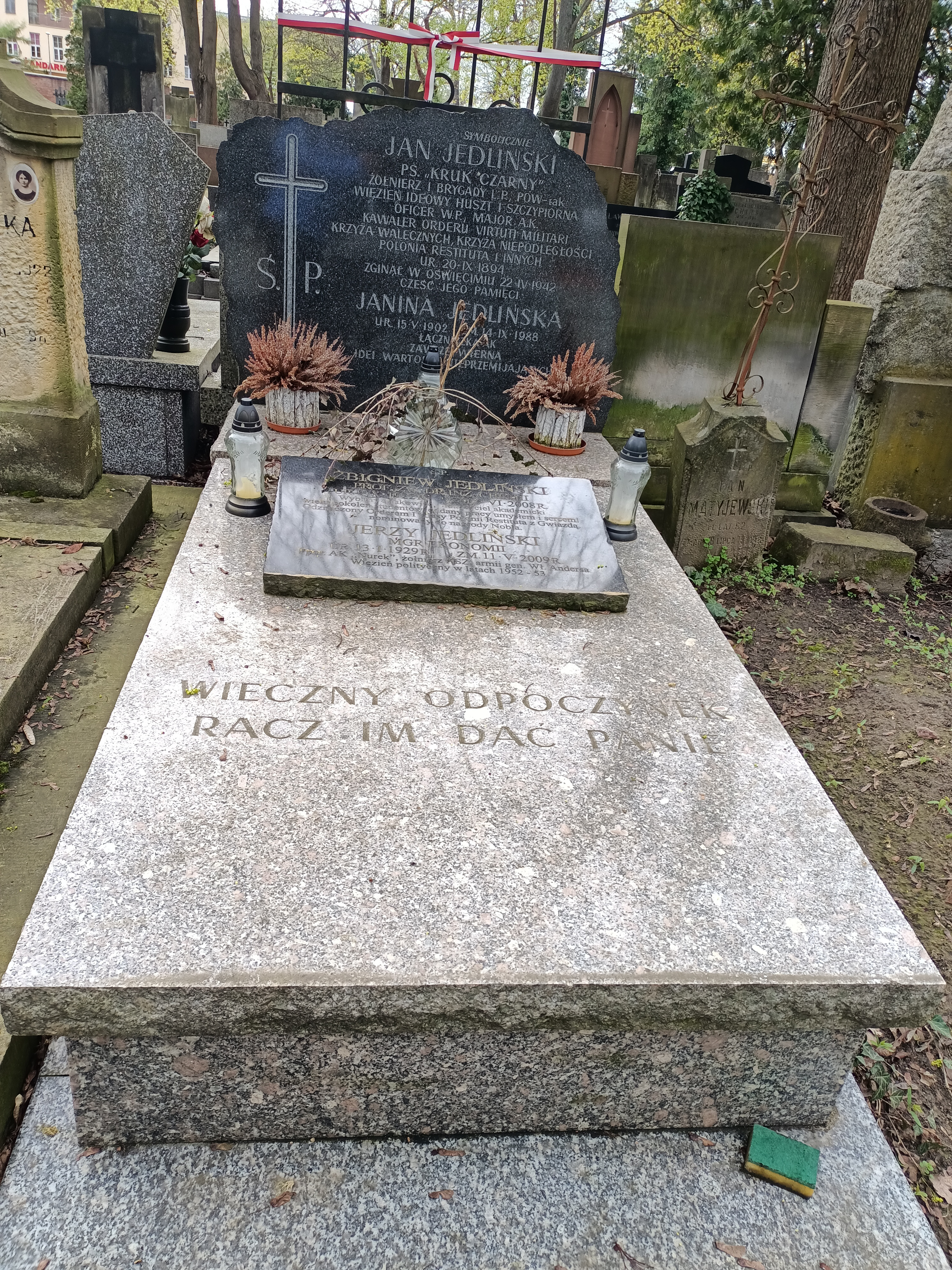
Grób Zbigniewa Jedlińskiego na Cmentarzu Powązkowskim w Warszawie na Cmentarzu Powązkowskim w Warszawie

Zbigniew Jedliński (ur. 8 października 1922 w Warszawie, zm. 6 czerwca 2008 tamże) – chemik polski, profesor, doktor honoris causa Politechniki Gdańskiej, nauczyciel akademicki.

## Życiorys
W latach 1945–1948 studiował na Wydziale Chemicznym Politechniki Gdańskiej, aby po uzyskaniu stopnia inżyniera chemika i magistra nauk chemicznych rozpocząć pracę naukową. W 1958 roku uzyskał stopień doktora, a rok później tytuł docenta. W 1962 został przeniesiony służbowo do Gliwic, gdzie zorganizował katedrę, przekształconą następnie w Instytut Fizyko-Chemii i Technologii Polimerów. W 1964 roku został profesorem nadzwyczajnym, a w 1972 r. zwyczajnym. Od 1968 r. był dyrektorem Centrum Chemii Polimerów PAN w Zabrzu. Osiągnięcia tej placówki uczyniły go postacią znaną w nauce i przemyśle. W 1971 został członkiem korespondentem, a w 1980 członkiem rzeczywistym Polskiej Akademii Nauk.
W uznaniu ogromnych osiągnięć prof. Zbigniewa Jedlińskiego w dziedzinie chemii, a szczególnie inżynierii materiałowej, 21 kwietnia 2001 roku senat Politechniki Gdańskiej nadał mu godność doktora honoris causa.
12 czerwca 2008, został pochowany na Starych Powązkach w Warszawie (kwatera 284 wprost-5-27).

## Odznaczenia
- Krzyż Komandorski z Gwiazdą Orderu Odrodzenia Polski (1994)[5]
- Krzyż Oficerski Orderu Odrodzenia Polski
- Krzyż Walecznych
- Krzyż Armii Krajowej
- Medal „Za udział w wojnie obronnej 1939”
- Medal Wojska Polskiego